# 字音仮字用格
『字音仮字用格』（じおんかなづかひ／もじごゑのかなづかひ）は、江戸時代中期に本居宣長が著した語学書。いわゆる字音仮名遣の問題について本格的に取り扱った。

## 概要

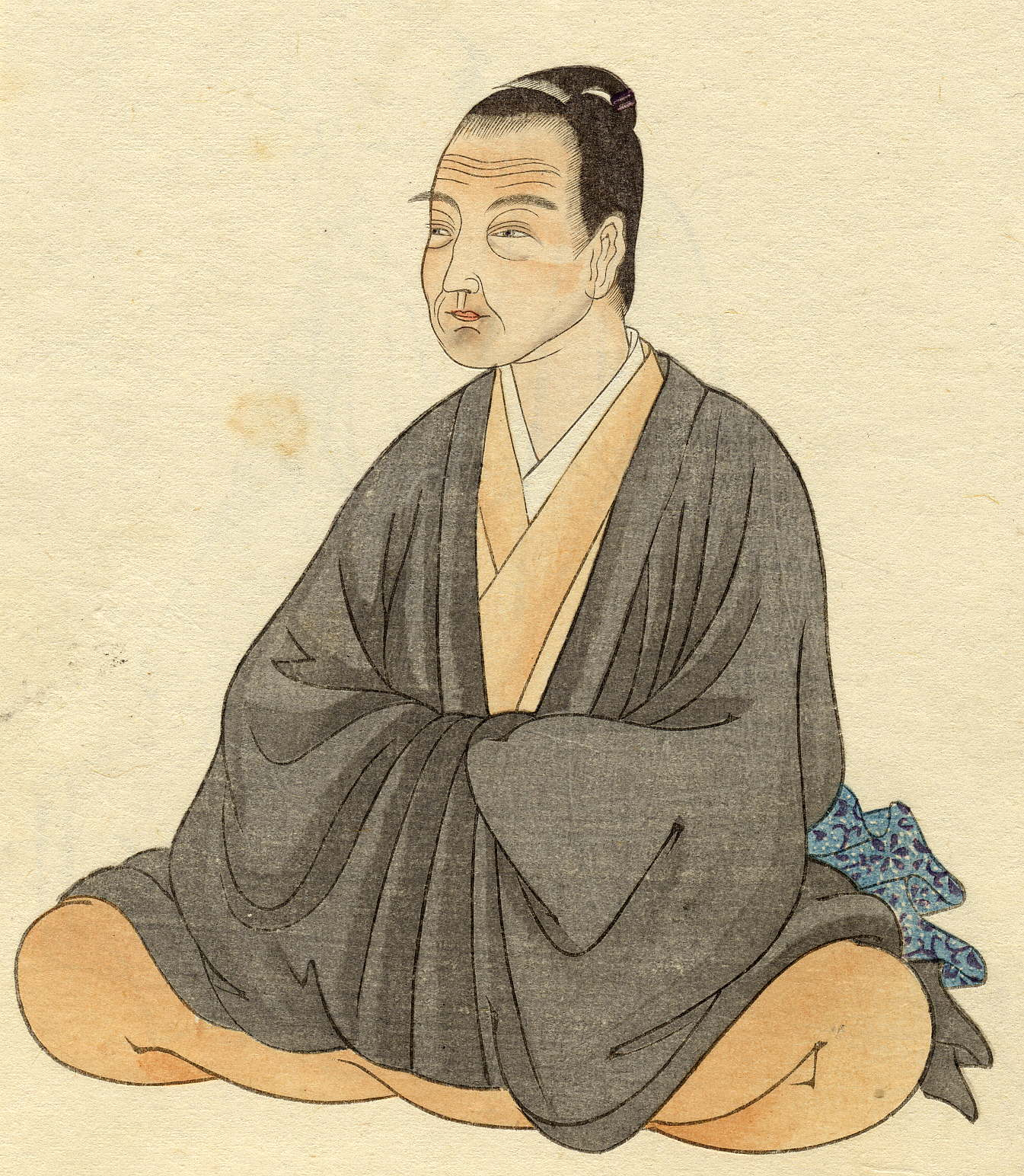
字音仮名遣の研究については、宣長以前にも文雄『和字大観鈔』『魔光韻鏡』などがあり、本書もこれらに負うところが多いが、『韻鏡』と万葉仮名を結びつけて説明した点が画期的とされる。

草稿は宝暦11年（1761年）5月頃にできたが、宣長は補正を続け、安永5年（1776年）1月に刊行。1巻。冒頭および巻末広告に『漢字三音考』の書名が見られる。
本書は漢字音を仮名で書く場合の同音の書き分けを、古代の用法に則して定めたものである。その動機は、宣長によれば「漢字音は鳥のさえずりのような彼の国の発音を真似たものであり、皇国の雅な発音とは似ても似つかないものなので、古代では詠うにも詠むにも汚くて卑しく、交えて使われることがなかったが、次第に日常会話をはじめ文芸作品にも紛れ込み、汚いとも外国由来の音とも感じなくなって、最近では半分以上の言葉が漢語になっており、遂にはその仮名用法を知らないと書記生活が成立しなくなってきたが、それについて解明した書物は存在していない」からであるという。

## 内容
「喉音三行弁」「おを所属弁」では、ア行・ヤ行・ワ行における音の違いについて論じ、五十音図で「お」は「ア行」に、「を」は「ワ行」に所属することを明らかにした。これに関連して上代・中古の和歌に見られる字余りの法則を指摘している。また「字音仮名総論」において、『韻鏡』と仮名遣いの関係を説き、イ・ヰ、エ・ヱ、オ・ヲ、及びこれを含むもの、ウ・フと書かれて紛れやすいものについて項目を立て、その下にその仮名で書く漢字を列挙し、『韻鏡』と古文献の用例によって漢音と呉音の区別も指摘した。

## 受容
宣長が本書で提示した学説は高い評価を得ることになった。例えば刊行前の明和8年（1771年）には、谷川士清が宣長宛の書簡（2月7日付）で「至宝の書」と絶賛している。
また刊行後は同時代において、これを是正する研究も出現するようになる。太田全斎は『漢呉音図』を著し、複雑な反切を排して字音を演繹的に図上に設定した。宣長の弟子筋にあたる東条義門は、『於乎軽重義』で「おを所属弁」の不備を補ったほか、『男信』において韻尾にm・nの区別があることを説いた。さらに白井寛蔭は『音韻仮字用例』を著し、これによって字音仮名遣の制定が決定的となった。

## 影印・翻刻
- 『本居宣長全集』第5巻、筑摩書房、1970年9月。ISBN 4-480-74005-8
- 『玉あられ・字音仮字用格』勉誠社〈勉誠社文庫10〉、1976年11月。